# Виј (филм из 1967)
Виј (рус. Вий) је совјетски хорор филм из 1967. године, редитеља Константина Јершова и Георгија Кропачова, са Леонидом Курављовим и Наталијом Варли у главним улогама. Рађен је по истоименој приповеци руског књижевника Николаја Гогоља, а сценарио је написао познати аниматор и редитељ Александар Птушко. Премијерно је приказан 27. новембра 1967, у дистрибуцији продукцијске куће Мосфилм, и тако постао први совјетски хорор филм који је званично приказан у Совјетском Савезу. Ван СССР-а, филм је познат и под насловом Дух зла (енгл. Spirit of Evil).
Стивен Џеј Шнајдер је у својој књизи, 1001 филм који морате видети пре него што умрете (2003), описао Виј као „разнобојни, интересантни и веома застрашујући филм о демонима и вештицама, са упечатљивим специјалним ефектима Александра Птушка”. Генерално, филм је добио позитивне критике и сматра се једним од најзначајнијих хорора руске кинематографије.
Године 2014. филм је добио истоимени римејк. У модернијој, али не толико успешној верзији, главну улогу тумачи Џејсон Флеминг. Такође, српска верзија филма снимљена је 1990. године, под насловом Свето место. У њему главне улоге тумаче Драган Јовановић и Бранка Пујић.

## Радња
Тројица младих студената православне богословије, враћајући се кући за распуст, завршавају на имању старице, за коју се испоставља да је вештица. Иако успевају да побегну, један од њих, Хома Брут, добија позив од богатог трговца да чита молитве његовој ћерки која је на самрти. Хома не жели да се одазове позиву, али га ректор приморава. Убрзо открива да је ћерка богатог трговца заправо вештица која га је напала на имању.

## Улоге
| Глумац             | Улога                     |
| ------------------ | ------------------------- |
| Леонид Курављов    | филозоф Хома Брут         |
| Наталија Варли     | Паночка                   |
| Алексеј Глазирин   | сотник                    |
| Николај Кутузов    | вештица                   |
| Вадим Захарченко   | теолог Хаљава             |
| Пјотр Вескљаров    | ректор Дорош              |
| Владимир Саљников  | реторичар Тибериј Горобец |
| Димитриј Капка     | Оверко                    |
| Степан Шкурат      | Јавтук                    |
| Георгиј Сочевко    | Степан                    |
| Николај Јаковченко | Спирид                    |
| Николај Панасијев  | утешитељ                  |